# 鑄城洞
鑄城洞（：／ Juseong dong */?）是位於韓國首爾龙山区的一个法定洞，隶属于西冰庫洞，南部緊鄰漢江。本洞東面與普光洞、西面與東冰庫洞和西冰庫洞相接。該地名稱來源於當地較多的鑄鐵鍋爐作坊。

## 历史
- 1396年 - 該區域為城底十里的一部分。
- 1751年 - 該區域為鑄城里契，並且劃歸漢江坊管轄。
- 1894年 - 該區域改名為店洞，並劃歸南署管轄。
- 1914年 - 該區域劃歸至高陽郡漢芝面管轄。
- 1936年 - 該區域改名為鑄城町。
- 1943年 - 劃歸至龙山区。
- 1946年10月 - 改為現在名稱，並劃入至西冰庫洞管轄。